# NGC 4685
NGC 4685 este o galaxie lenticulară situată în constelația Părul Berenicei. A fost descoperită în 27 aprilie 1785 de către William Herschel.